# 580 Selene
Selene (asteroide 580) é um asteroide da cintura principal com um diâmetro de 45,79 quilómetros, a 2,9813063 UA. Possui uma excentricidade de 0,079859 e um período orbital de 2 130,21 dias (5,84 anos).
Selene tem uma velocidade orbital média de 16,54689931 km/s e uma inclinação de 3,65403º.
Esse asteroide foi descoberto em 17 de Dezembro de 1905 por Max Wolf
Este asteroide recebeu este nome em homenagem à deusa Selene da mitologia grega.